# Hemigaleus australiensis
Hemigaleus australiensis is een vissensoort uit de familie van de wezelhaaien (Hemigaleidae). De wetenschappelijke naam van de soort is voor het eerst geldig gepubliceerd in 2005 door White, Last & Compagno.